# Iglesia de San Dionisio (Jerez de la Frontera)
La iglesia de San Dionisio de la ciudad de Jerez de la Frontera, (Andalucía, España) es un templo parroquial católico construido en la primera mitad del siglo XV en estilo gótico-mudéjar, aunque alterado con transformaciones barrocas en el siglo XVIII. Se encuentra ubicado en la Plaza de la Asunción. Es considerada Bien de Interés Cultural.
En 2010 se reforzaron los pilares.
En 2017, entre otras mejoras al templo se arreglan los techos, muros de piedra, se restaura el complejo parroquial, se recupera la antigua cripta bajo el presbiterio y se convierte en columbario.

## Historia

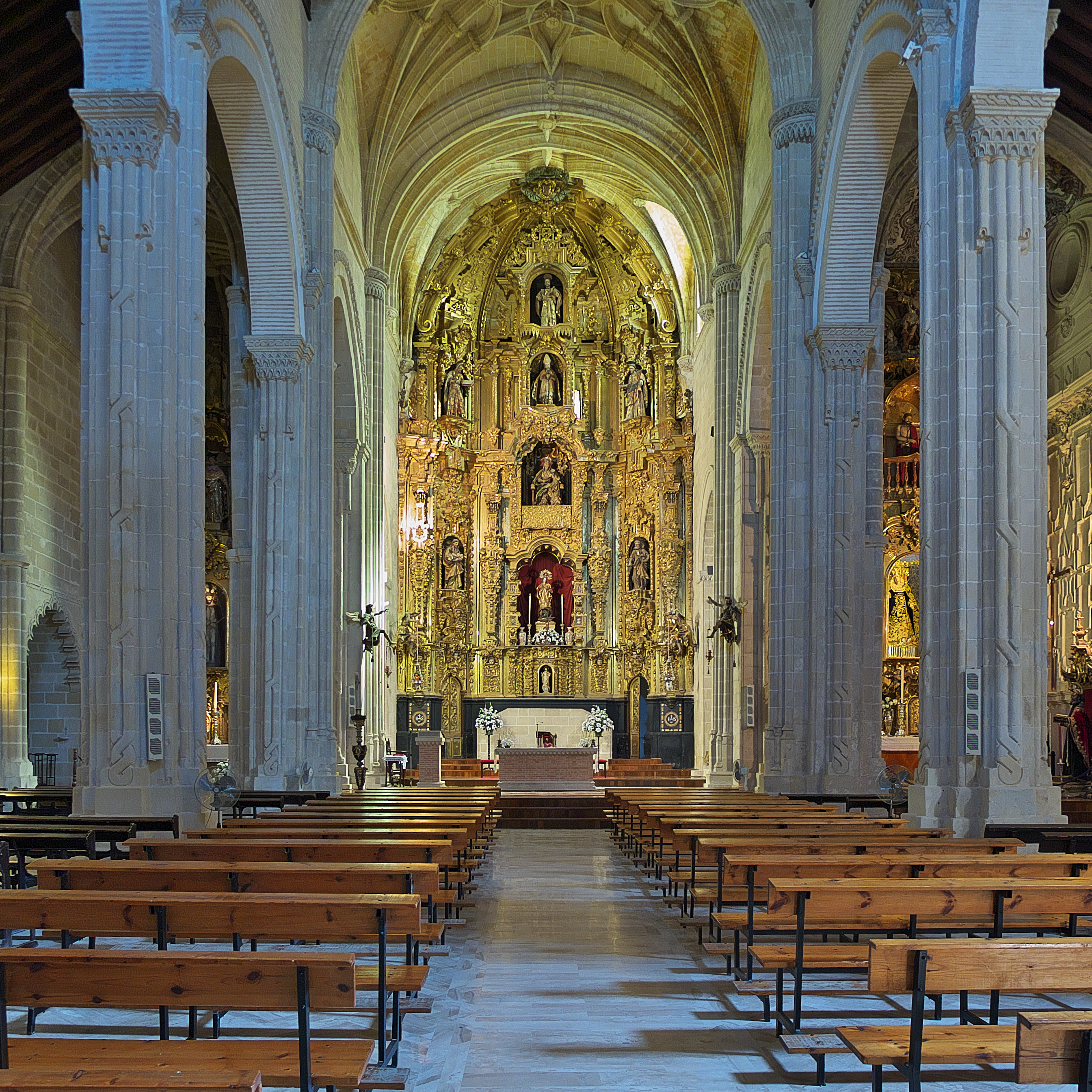
Interior de la Iglesia.

La parroquia bajo la advocación de San Dionisio Areopagita fue establecida por Alfonso X El Sabio tras la reconquista definitiva de la ciudad en 1264, en el día de San Dionisio, futuro patrón de la ciudad (que a pesar de un error en el santo, fue mantenida por decreto papal). La iglesia fue construida en el estilo gótico propio del siglo XIII, siguiendo las maneras que habían llegado con anterioridad a las parroquias de Córdoba y Sevilla. Ese primer edificio, cuyo resto más destacado es el ábside del lado del Evangelio, fue profundamente remodelado en la primera mitad del siglo XV a la manera gótico-mudéjar. A esta etapa corresponden los pilares decorados con entrelazo sobre los que se alzan los arcos formeros que dividen sus tres naves, así como el resto de la ornamentación de ascendencia hispano-musulmana que encontramos tanto en el interior como en el exterior del edificio. A mediados del siglo XV se termina la Torre de la Atalaya.
En el siglo XVI se inició un proyecto que pretendía sustituir las primitivas cubiertas de madera de las naves por bóvedas tardogóticas, pero solo se llegaron a construir una nueva capilla mayor y la complicada bóveda con nervaduras de trazado curvilíneo que la antecede.
En el siglo XVIII experimentó una nueva transformación de su interior, que adoptó aires barrocos. Bien de Interés Cultural (BIC), esta iglesia fue declarada Monumento Histórico-Artístico Nacional en 1964.
San Dionisio actualmente se encuentra en perfecto estado tras una minuciosa restauración que casi llega al millón de euros y que descubrió restos arqueológicos en el subsuelo que alargaron las obras.
El templo es la sede canónica de la Hermandad del Mayor Dolor, que procesiona en Jerez la tarde del Jueves Santo y que es titular de los pasos del Señor del Ecce-Homo y Nuestra señora del Mayor Dolor.

## Descripción del templo
Se trata de una iglesia de planta basilical, dividida en tres naves por altos pilares cruciformes adornados con grandes lazos almohades que suben hasta los capiteles. Los arcos que separan las naves, menos los que dan al altar mayor, son apuntados y dentados, corriendo por encima de ellos una menuda cenefa polilobulada. Cada una de las naves termina en ábside, cubiertos por sendos retablos barrocos del siglo XVIII, siendo muy notable el Retablo Mayor, procedente casi todo él de la antigua iglesia de los jesuitas.
Se sabe que entre 1728 y 1731 el arquitecto Diego Antonio Díaz la transforma y barroquiza en su interior, ocultando la mayor parte de las formas medievales. Las obras afectaron a las cabeceras de las nave y a los pilares, y además se sustituyó su antiguo artesonado de madera por una cubierta abovedada. Tras el terremoto de Lisboa de 1755, se llevaron a cabo nuevas obras bajo la dirección del también arquitecto Pedro de Silva, entre 1758 y 1760, que afectaron a las cubiertas, pilares, trascoro y campanario, ejecutadas por el alarife jerezano Juan de Vargas.
El edificio tendrá una importante reforma en los años sesenta y setenta del siglo XX. En ella se elimina la mayor parte de la ornamentación barroca y se ha repuesto el interesante artesonado de vigas de madera, así como múltiples detalles y elementos en su sitio original, a la vez que han limpiado sus muros hasta aparecer su interior con la grandeza y el esplendor con que se ven hoy.
Interiormente, son de gran valor arquitectónico las capillas laterales, la del Sagrario y la del Bautismo. Esta última fue conocida en tiempos como Capilla de la Astera, y se cubre con una sencilla bóveda de crucería. La imagen del Cristo de las Aguas, fechada a principios del siglo XVI, tiene una tradición de devoción popular en épocas de escasez de lluvia. Durante décadas en lo que es hoy capilla sacramental, actualmente se encuentra en la bautismal. Otra talla de valor es la imagen de Nuestra Señora del Mayor Dolor, obra barroca (h. 1718), que ha sido atribuida a Ignacio López.
Igualmente interesante es el exterior del templo. De sus tres puertas, dos de ellas muestran el tipo gótico-mudéjar de la iglesia, con sus arcos apuntados y el clásico abocinamiento. La de los pies, además, presenta al exterior un sencillo frente de muro acabado superiormente en pico en el centro, reflejo de la cubierta inclinada a dos aguas con que se remata el edificio, y que deja en el centro, sobre la portada de acceso, un sencillo rosetón circular igualmente abocinado. La portada del lado de la Epístola es una obra barroca que sustituye a la medieval.

## Altar Mayor
Denominado altar de Santa Ana de los Mártires por tener las efigies de los santos legendarios de Asta san Honorio, Esteban y Eutiquio.
Obra del tallador don Agustín de Medina y Flores en el siglo XVIII para la Iglesia de la Compañía de Jesús y pocos años después, tras la expulsión de los Jesuitas en 1776, fue donado por Carlos III a la Iglesia de San Dionisio. La adaptación corrió a cargo de Andrés Benítez dotándolo de un cascarón que lo remata.
Se divide en tres calles mediante cuatro grandes estípites con decoración de talla menuda: En el primer cuerpo se encuentra la imagen del Patrón de la ciudad San Dionisio Areopagita, obra del escultor Daniel Herrera y Herrera bendecida por el obispo de Asidonia-Jerez don José Mazuelos el 8 de octubre de 2016, y sobre él está el camarín de Santa Ana con la Virgen María. En los inter-estípites se encuentran san José con el Niño y san Joaquín. En la parte superior se encuentran san Honorio, san Esteban y san Eutiquio y San Dionisio de París.

## Cristo de las Aguas
Cristo yacente de mediados del siglo XVI, obra atribuida a Pedro Millán, Escuela Sevillana.
Cuerpo alargado que busca el naturalismo, con gran expresión del dolor del último gótico del siglo XVI. El Cristo de las Aguas de la iglesia de San Dionisio es otra de esas tallas que se relacionan en Jerez con ese atrayente artista de la Sevilla de aquella época, o con su entorno más inmediato. Con los barnices no se ha camuflado su policromía, que deja hasta entrever las vetas de la madera de castaño en la que se talló. Con fama de milagroso, de favorecedor de las lluvias en tiempos de duras sequías.

## Torre de la Atalaya

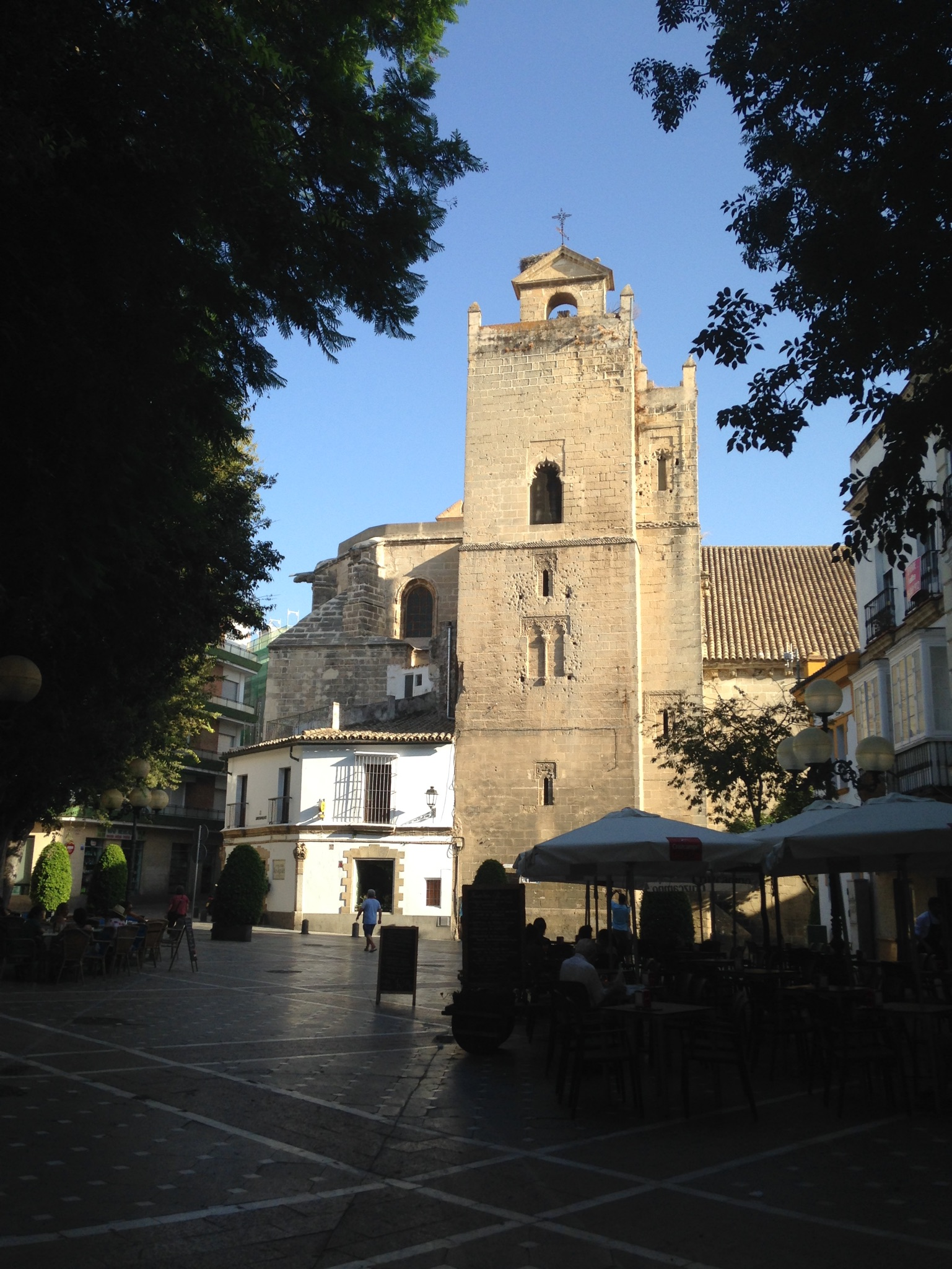
Torre de la Atalaya o del Reloj.

Adosada al templo se halla la Torre de la Atalaya, de propiedad municipal, de mediados del siglo XV, también llamada del Reloj, del Concejo y de la Vela.
Es considerada Bien de Interés Cultural de modo independiente a la iglesia (código RI-51-0004318).

## Cripta-Columbario
En 2017, entre otras mejoras al templo se recupera la antigua cripta y el obispo de Asidonia-Jerez bendice el columbario

## Conservación
Aunque fue rehabilitada en 2010 y 2017, en 2021 se desprendió por las fuertes lluvias una gárgola restaurada en 2017 con la supervisión y disposiciones de la Junta de Andalucía y el Ayuntamiento de Jerez, cuyo coste es asumido por los parroquianos. 

## Galería de imágenes

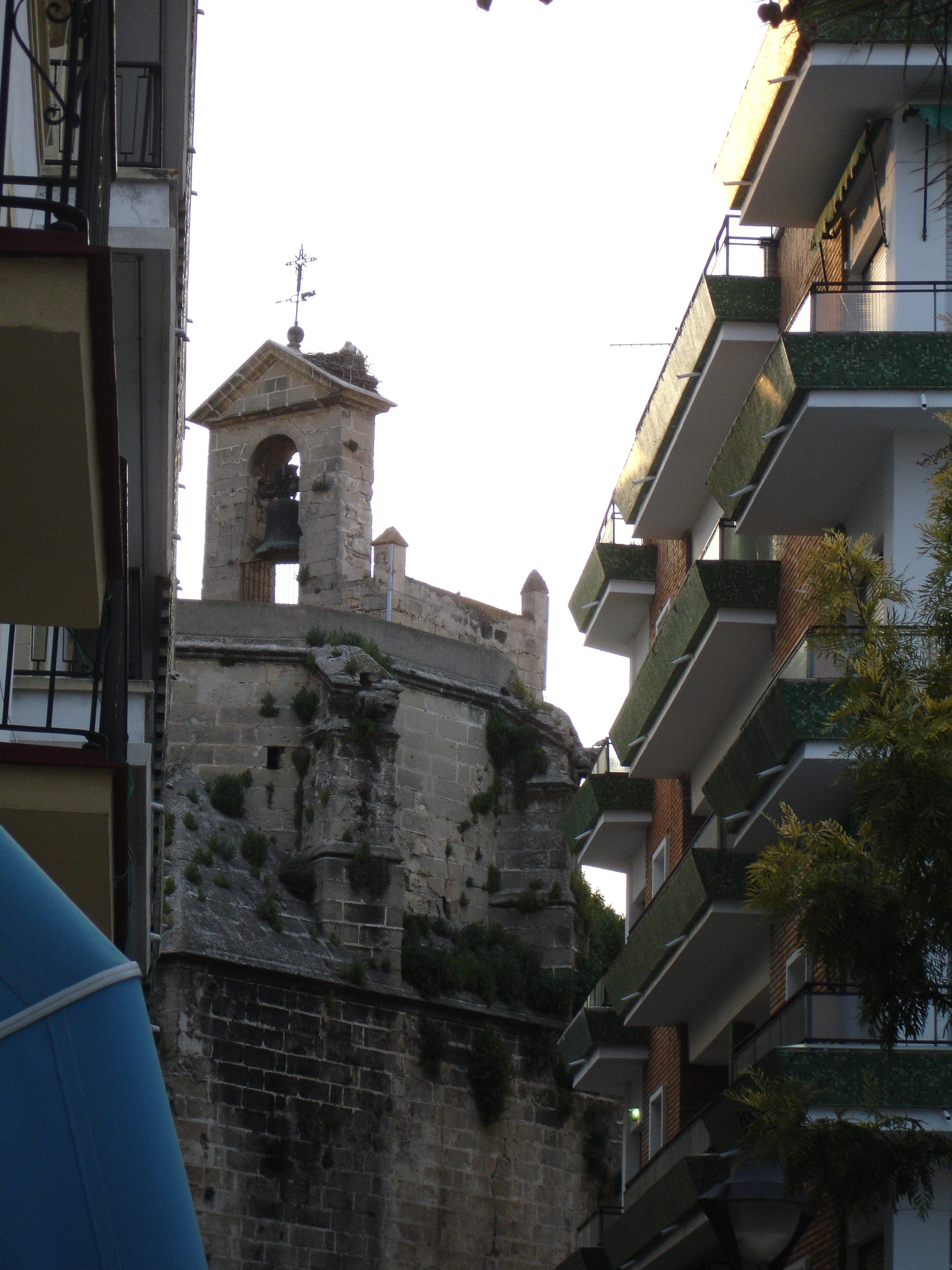
Campanario
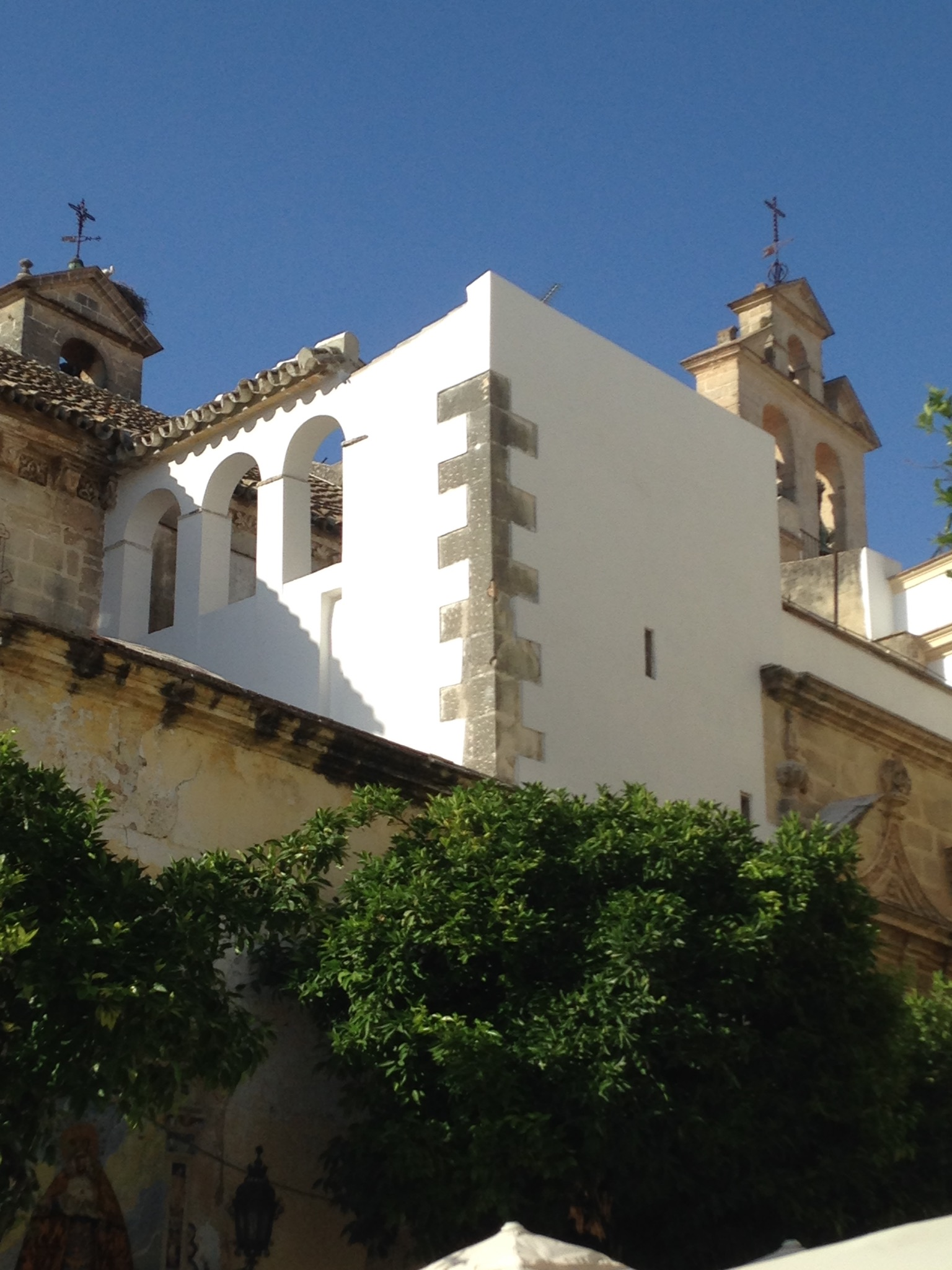
Detalle del lateral
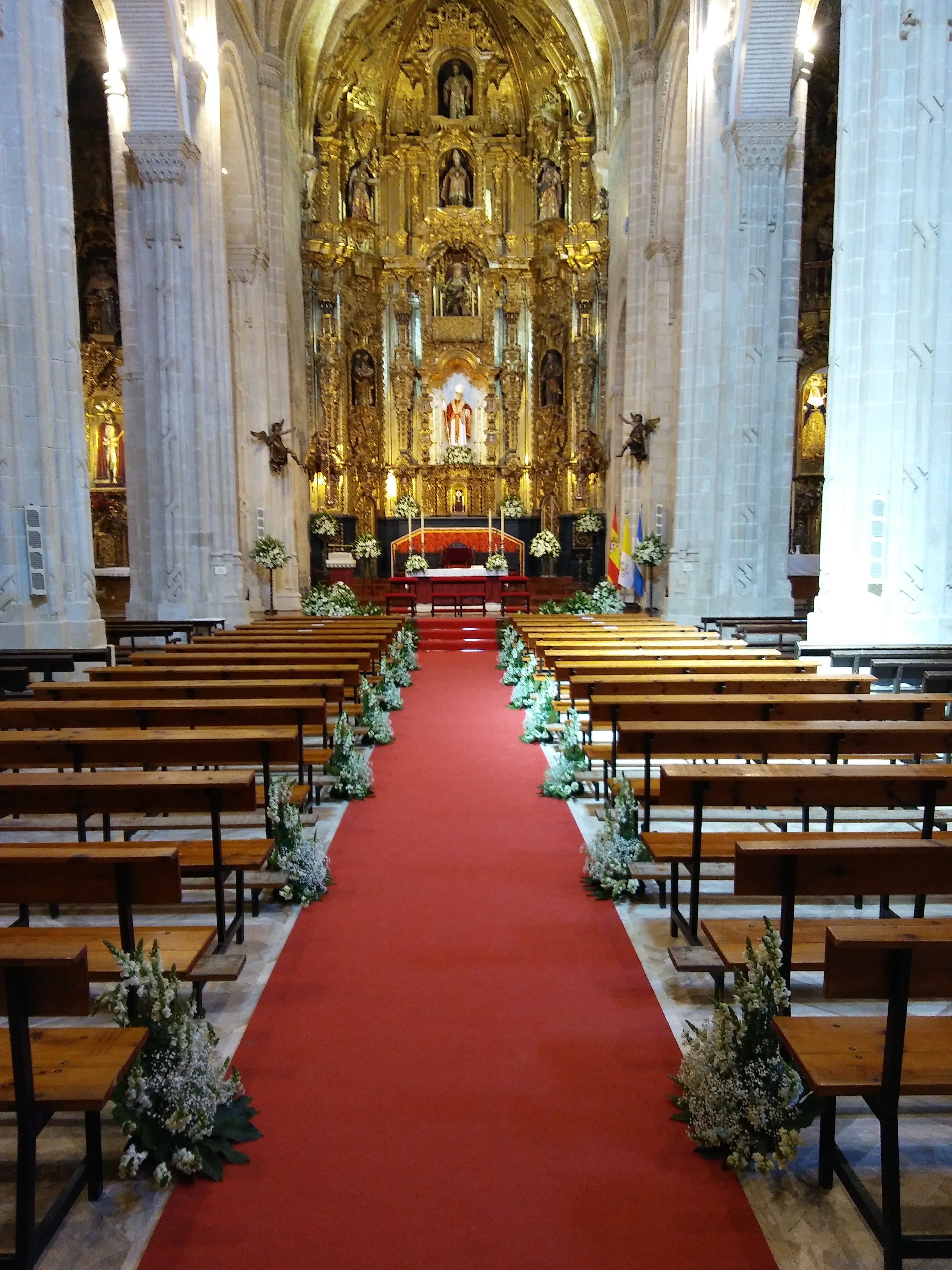
Interior Nave Central
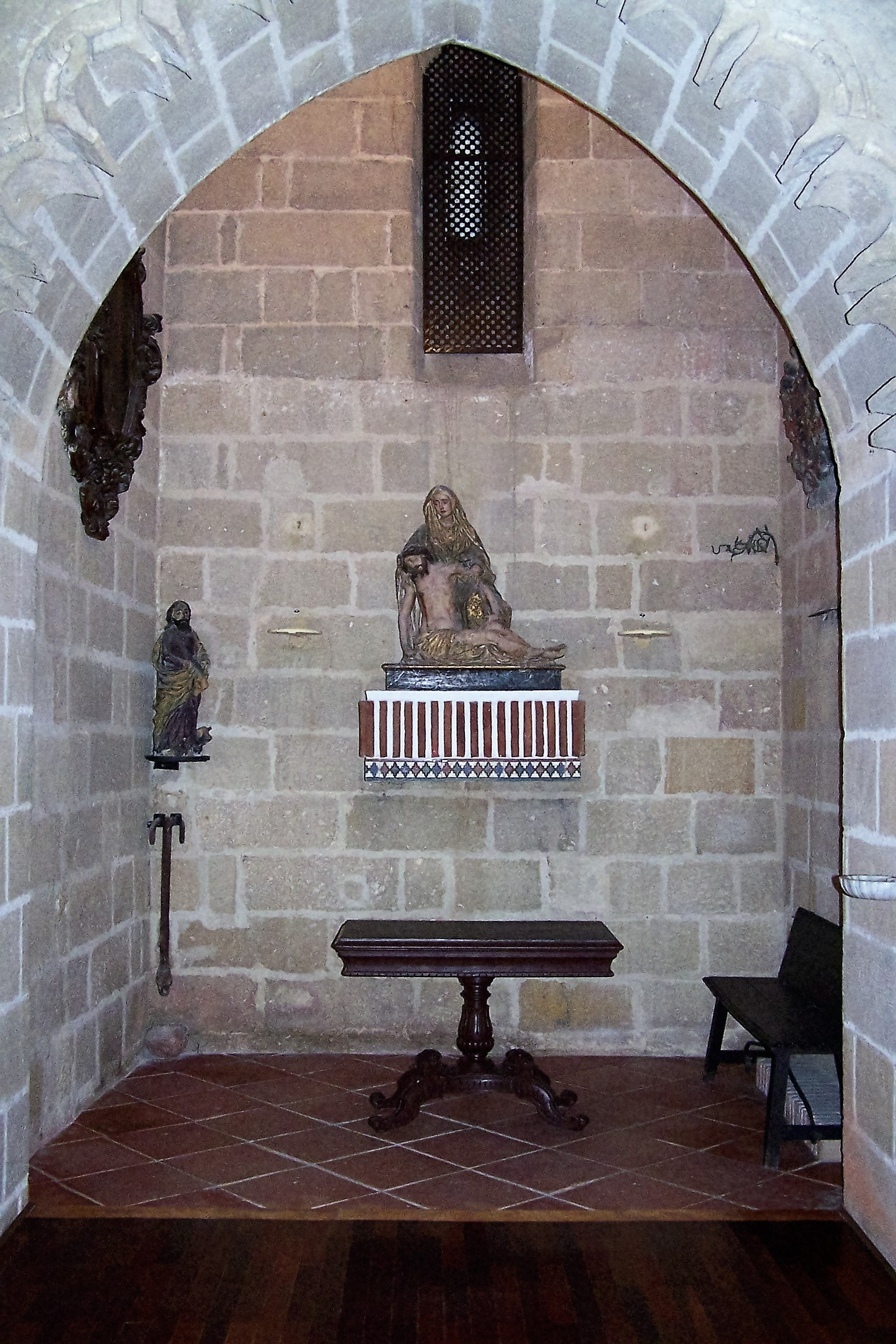
Capilla de la Torre de la Atalaya
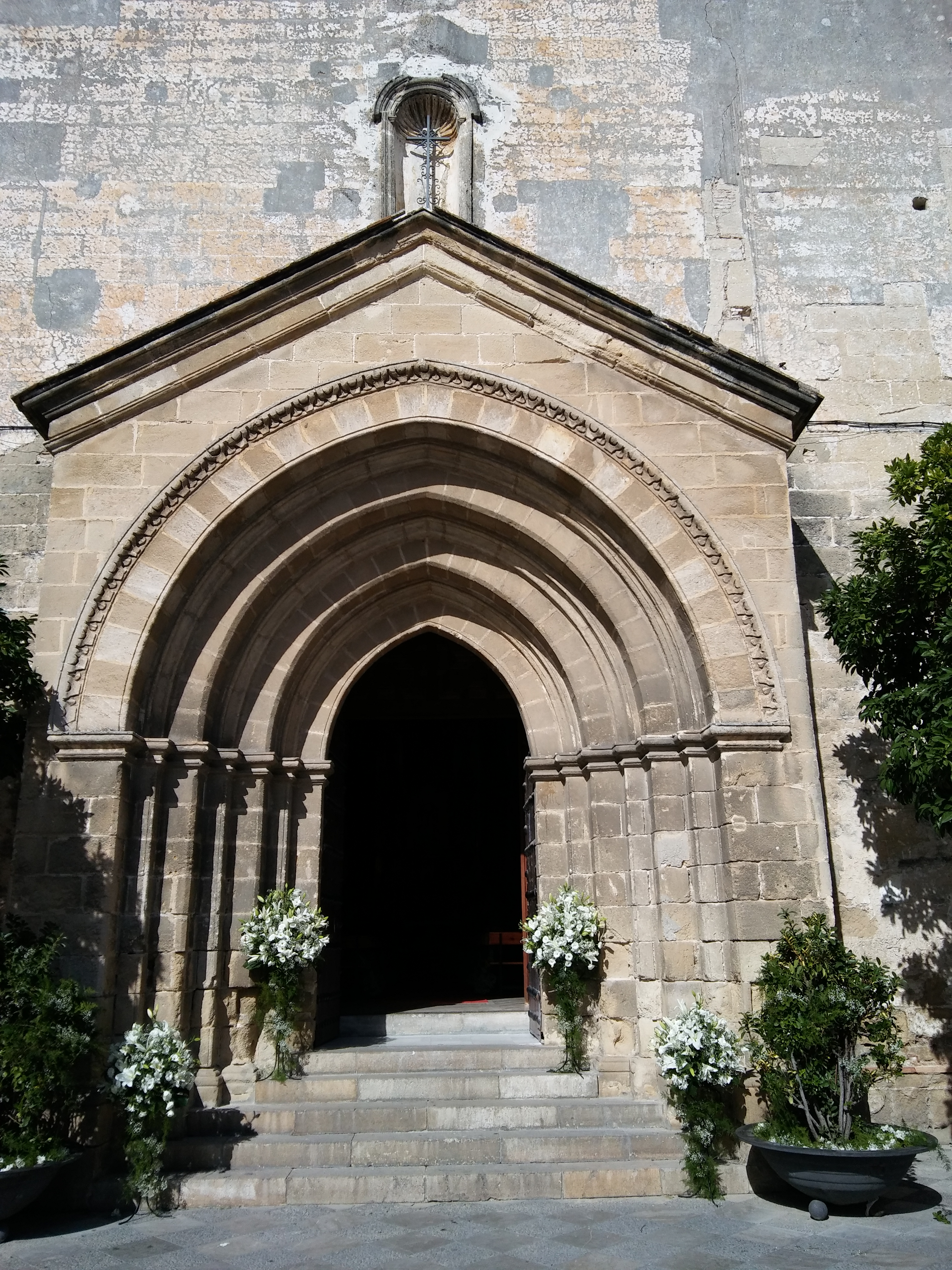
Puerta Principal
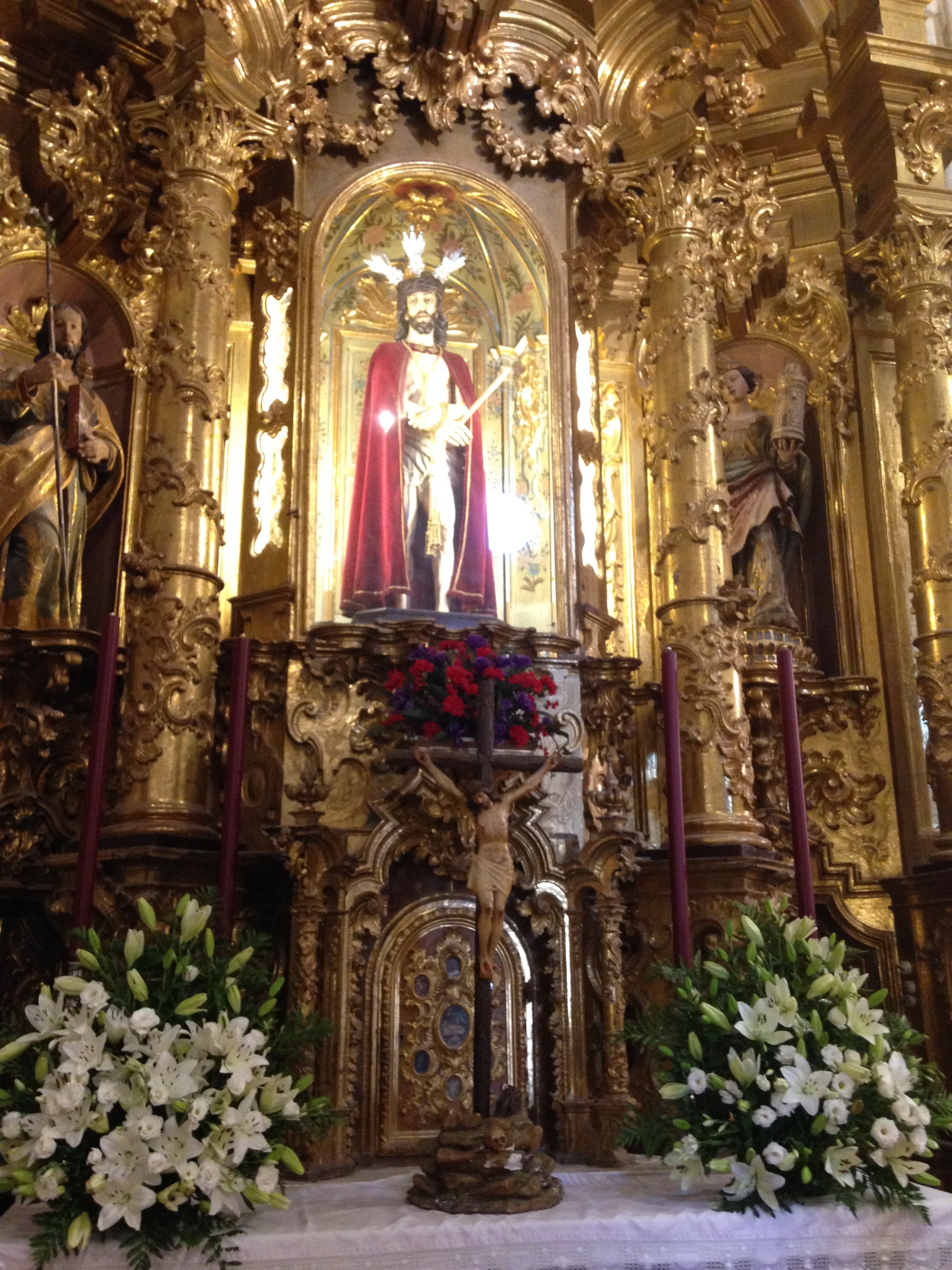
Imagen Ecce Homo
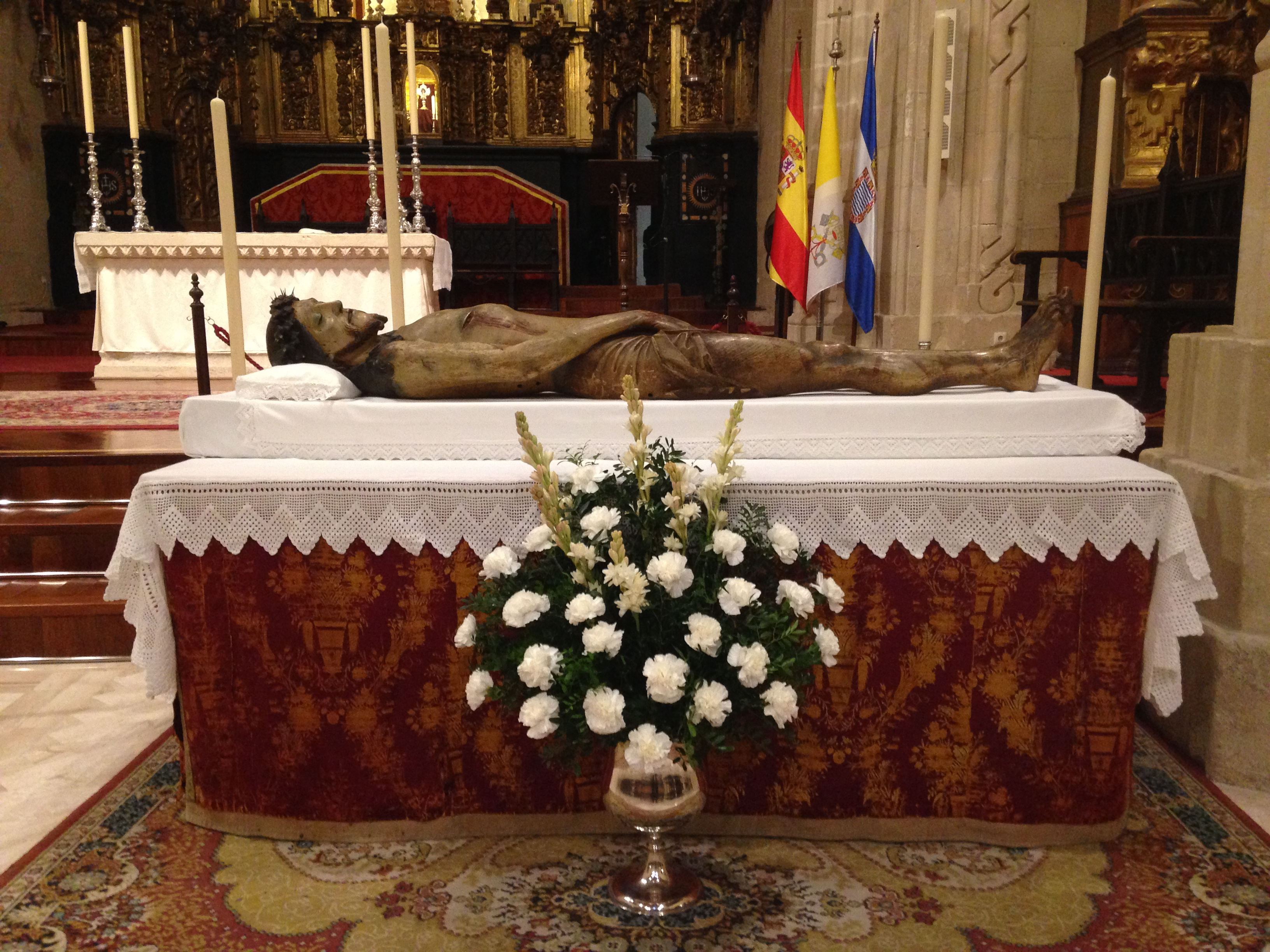
Cristo de las Aguas de San Dionisio
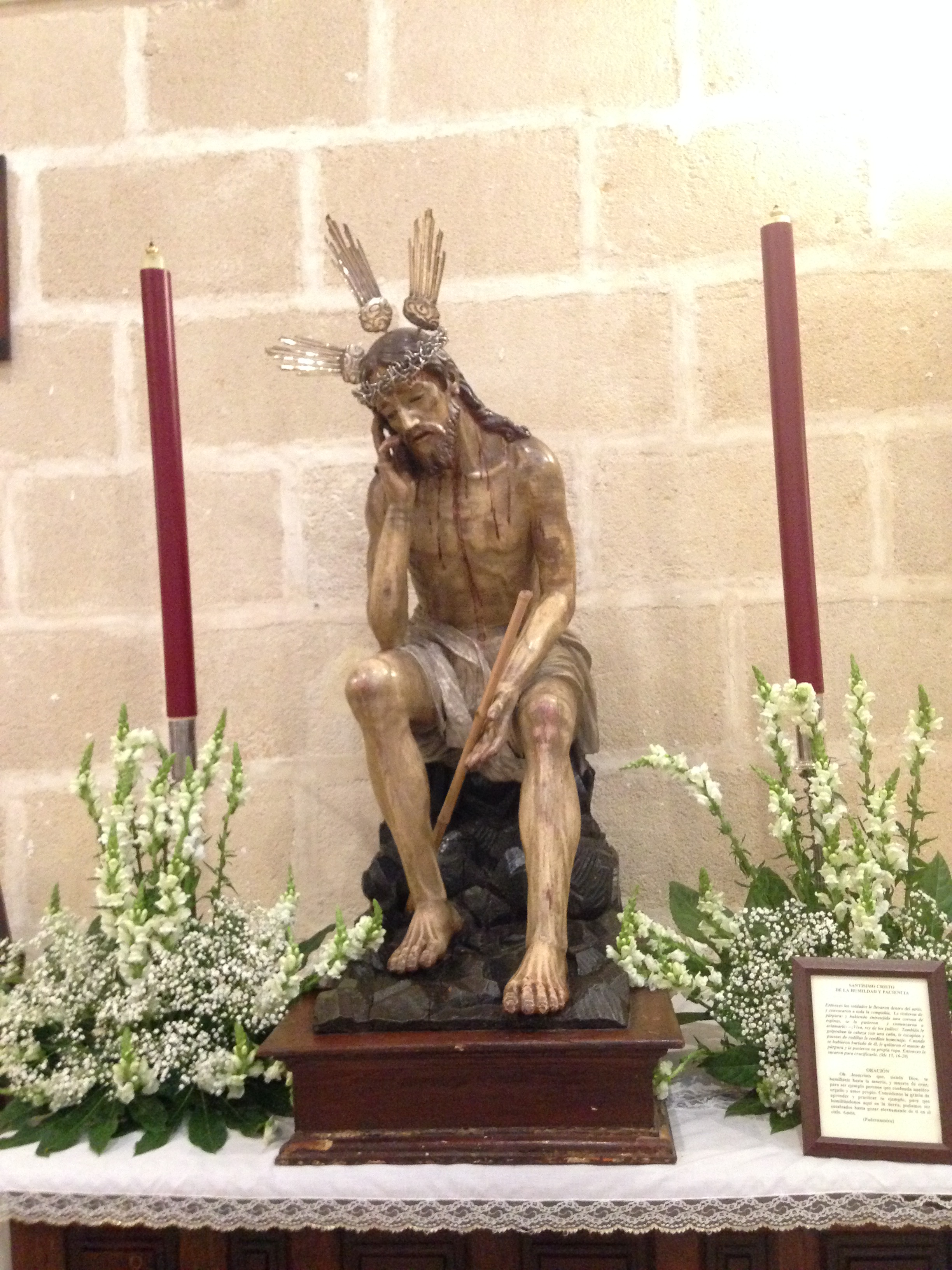
Imagen Humildad y Paciencia
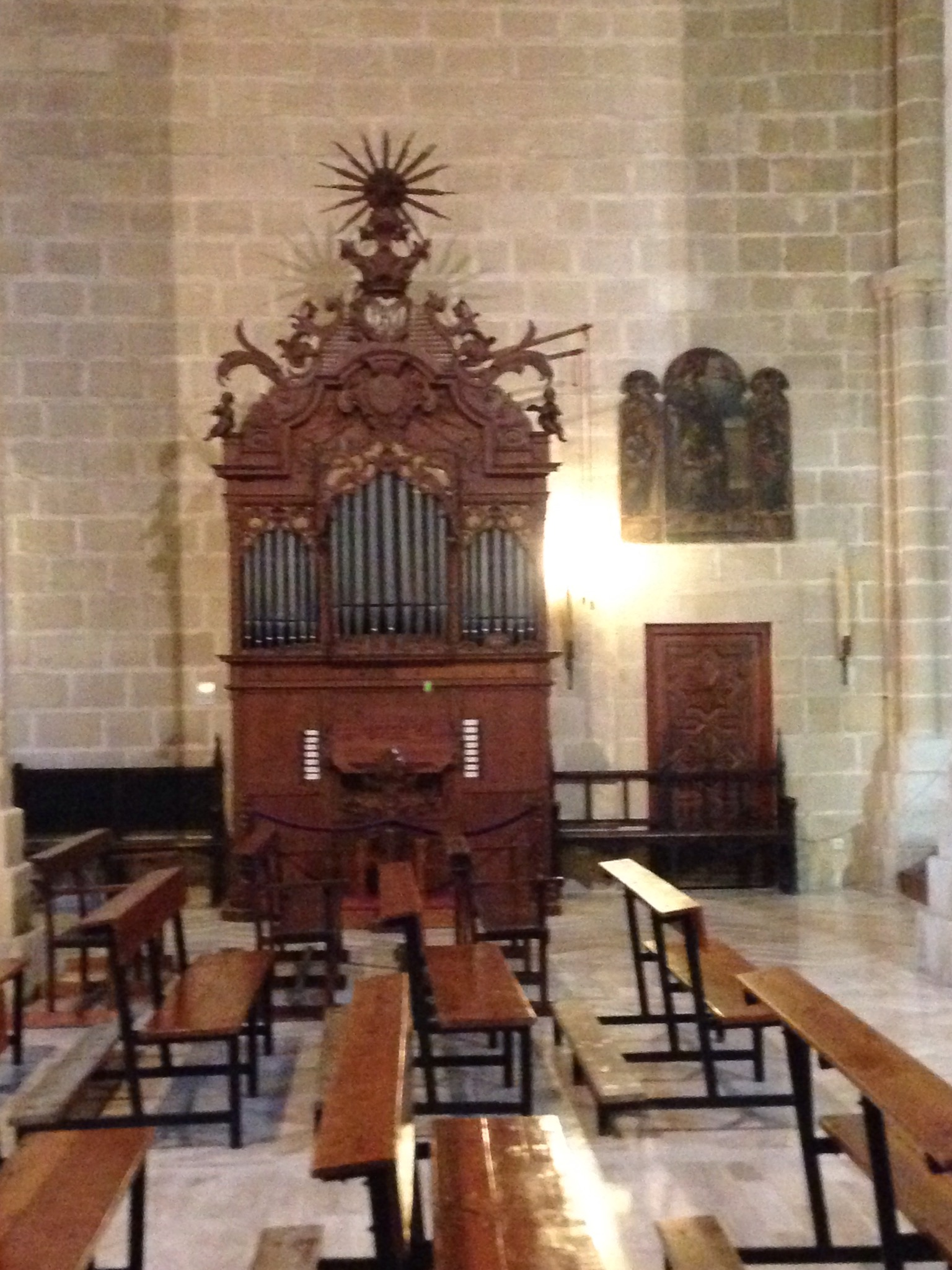
Órgano
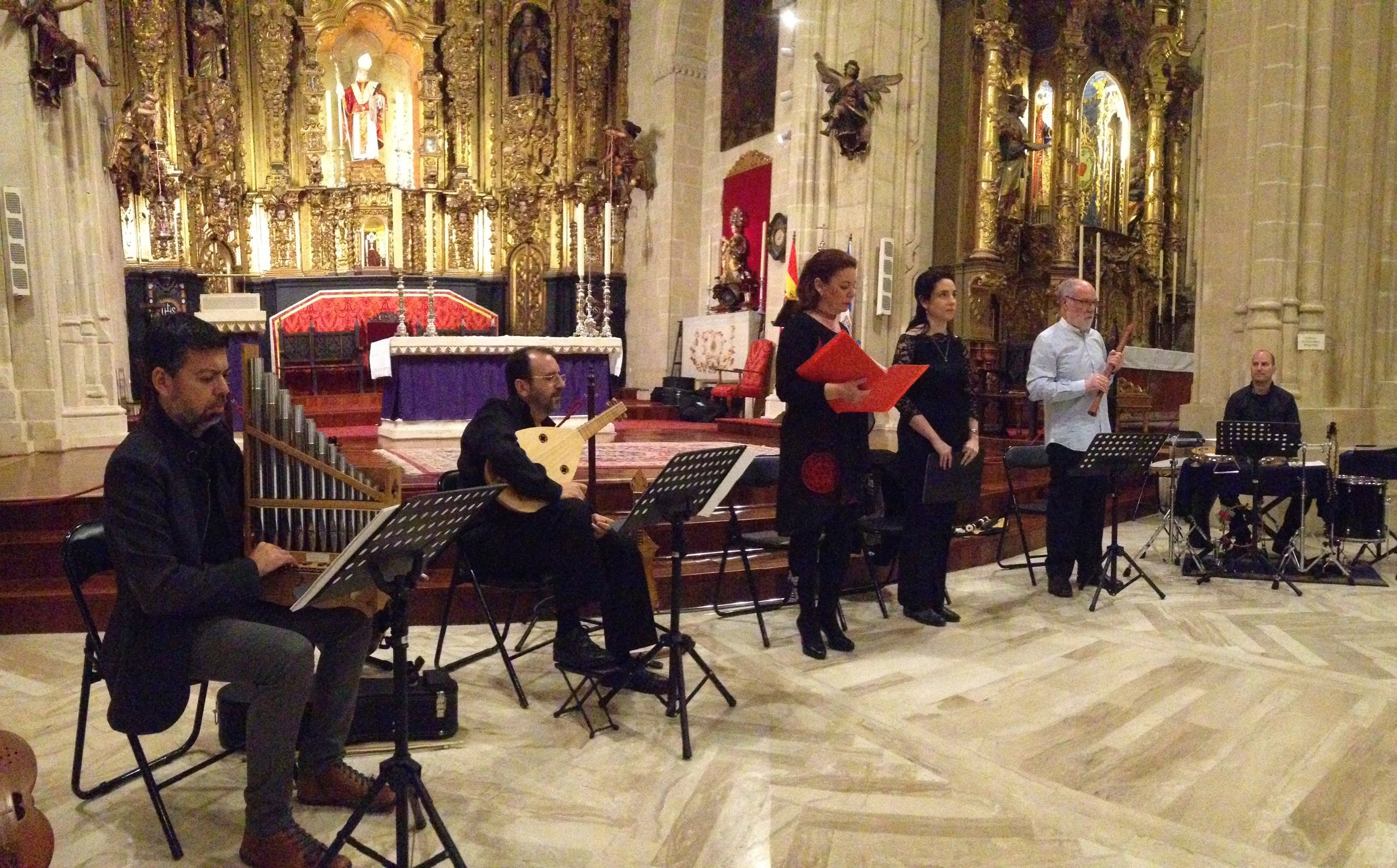
Concierto Mudéjar
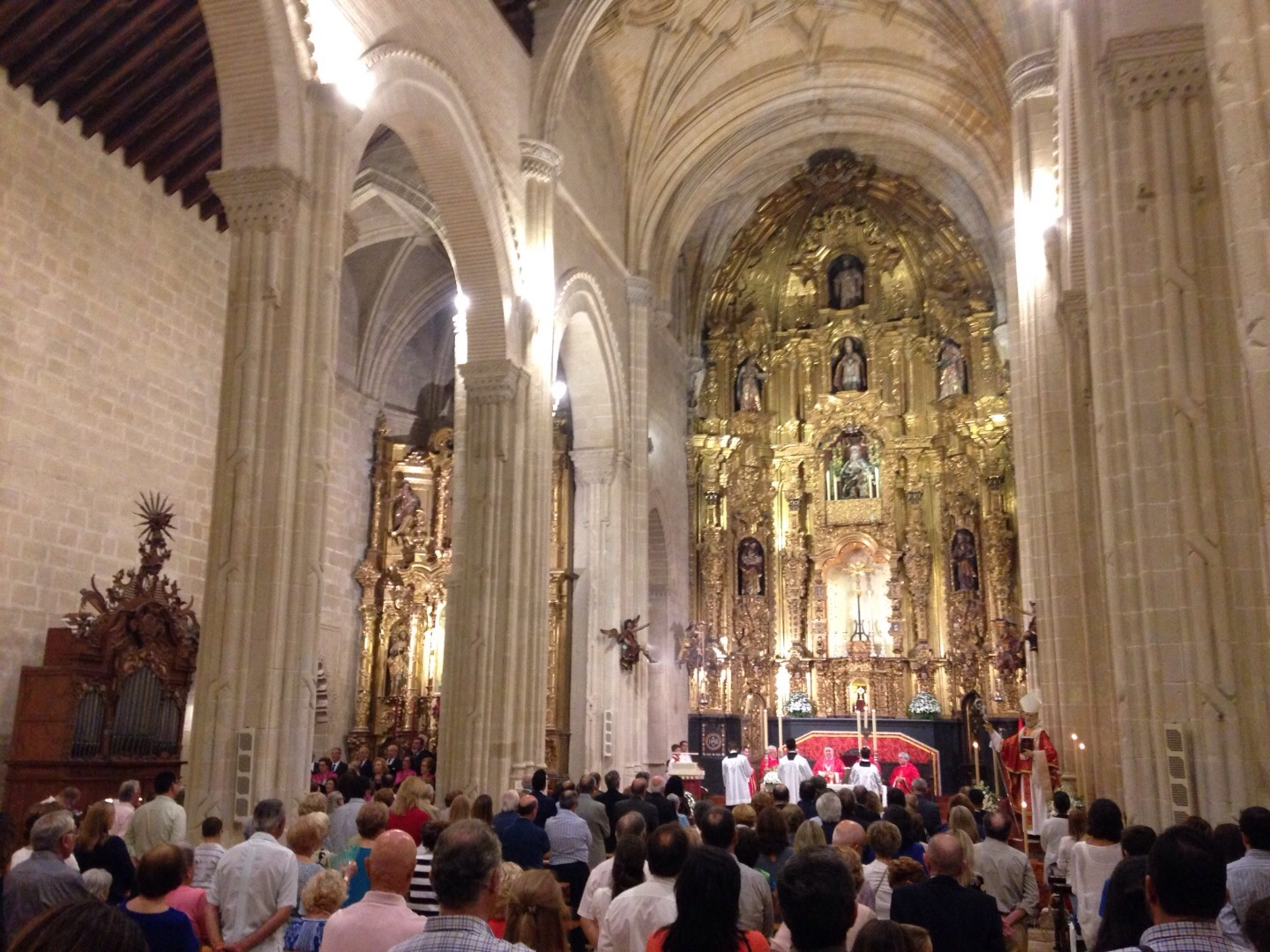
Momentos de la Bendición de la imagen
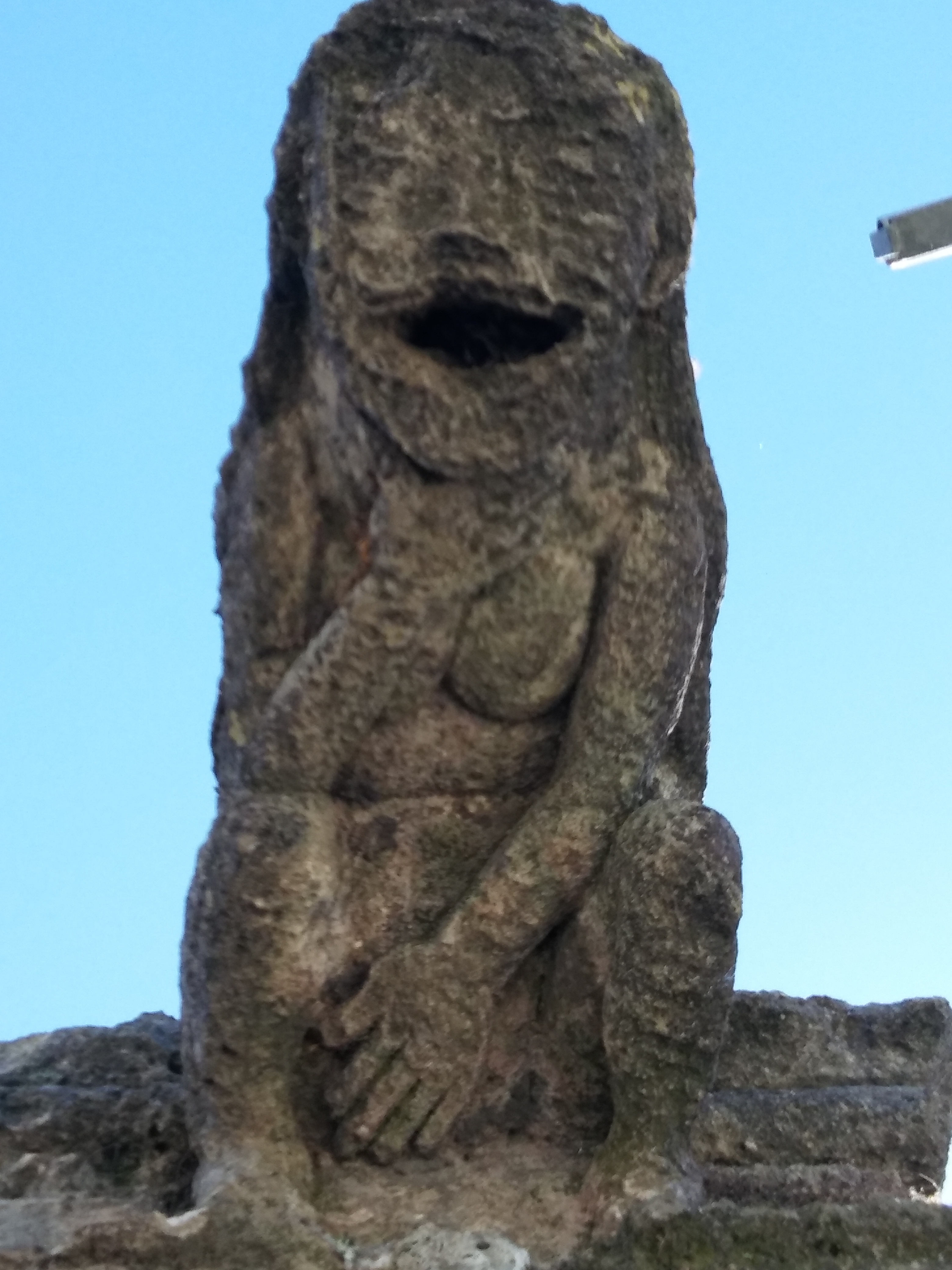
Gárgola san Dionisio mujer
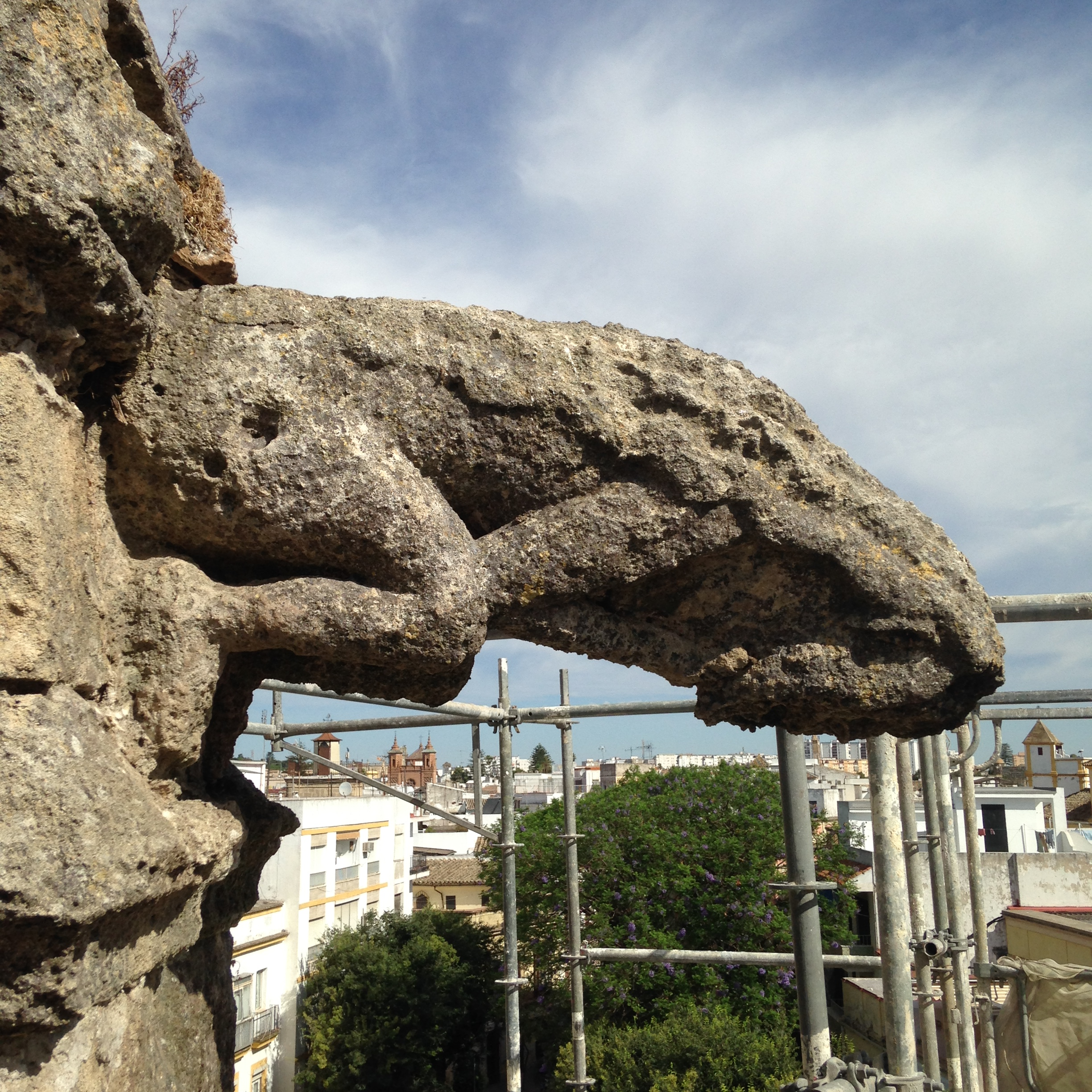
Gárgola san Dionisio mujer
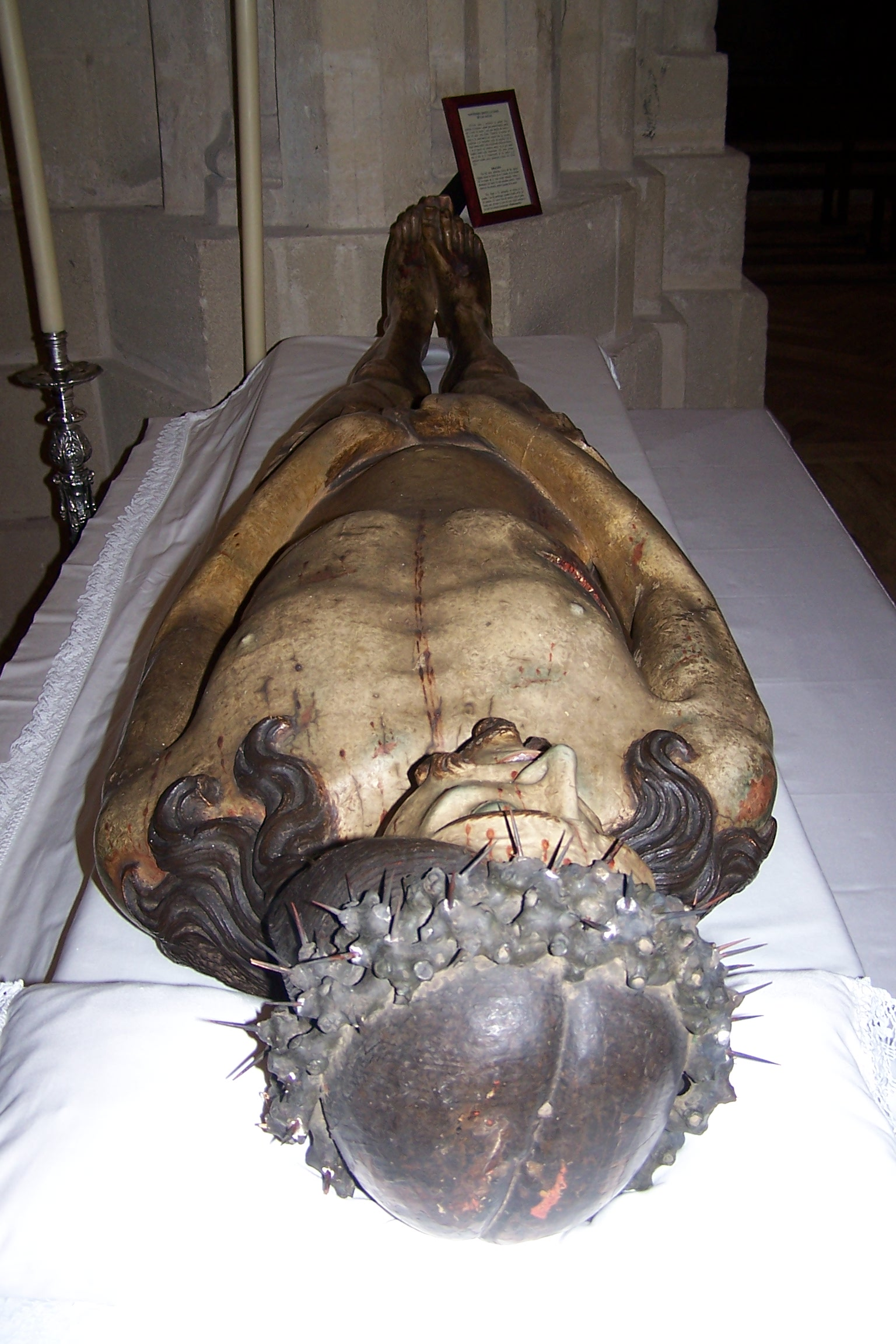
Santísimo Cristo Yacente de las Aguas. Parroquia de San Dionisio. Gótico-Renacentista
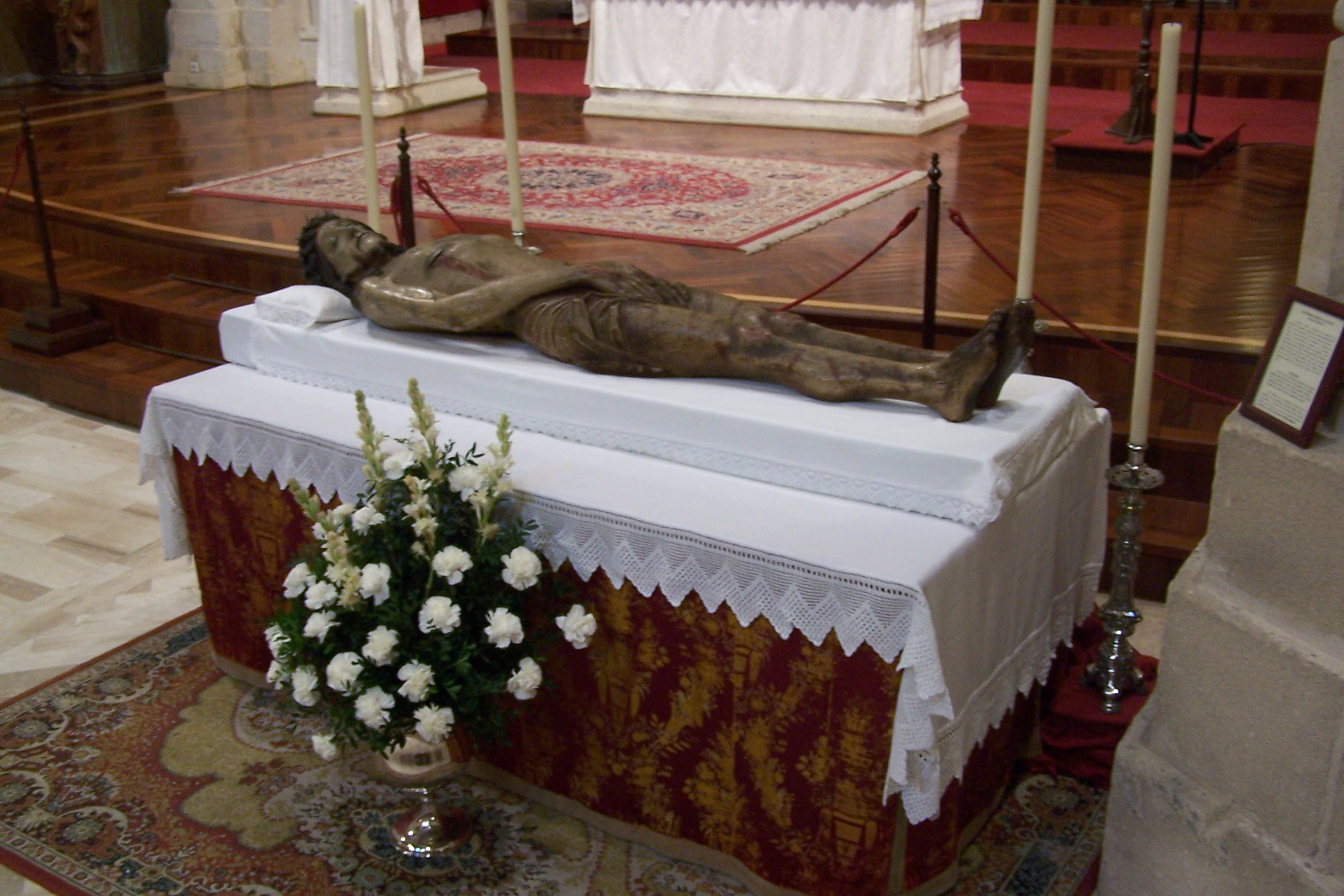
Santísimo Cristo Yacente de las Aguas. Parroquia de San Dionisio. Gótico-Renacentista

### Imagen de San Dionisio Areopagita, patrón de Jerez
La imagen de San Dionisio es una talla policromada del escultor portuense Daniel Herrera y Herrera, fue bendecida por el obispo de la Diócesis de Asidonia-Jerez el ocho de octubre de 2016.